# Wielerkalender 2015
Hier volgt een overzicht van de door de UCI ingerichte professionele wielerwedstrijden op de weg.
| Competitie                             | Startdatum | Einddatum  | Eindstanden                  | Eindstanden                        | Eindstanden   |
| Competitie                             | Startdatum | Einddatum  | Renners                      | Ploegen                            | Landen        |
| -------------------------------------- | ---------- | ---------- | ---------------------------- | ---------------------------------- | ------------- |
| UCI World Tour 2015                    | 20-01-2015 | 04-10-2015 | Alejandro Valverde           | Movistar Team                      | Spanje        |
| UCI Africa Tour 2015                   | 12-10-2015 | 20-12-2015 | Salah Eddine Mraouni         | Skydive Dubai Pro Cycling Team     | Marokko       |
| UCI America Tour 2015                  | 09-01-2015 | 25-12-2015 | Toms Skujiņš                 | Optum p/b Kelly Benefit Strategies | Colombia      |
| UCI Asia Tour 2015                     | 01-02-2015 | 19-12-2015 | Mirsamad Poorseyedigolakhour | Pishgaman Giant Team               | Iran          |
| UCI Europe Tour 2015                   | 29-01-2015 | 25-10-2015 | Nacer Bouhanni               | Topsport Vlaanderen-Baloise        | Italië        |
| UCI Oceania Tour 2015                  | 28-01-2015 | 28-02-2015 | Taylor Gunman                | Avanti Racing Team                 | Nieuw-Zeeland |
| Wereldkampioenschappen wielrennen 2015 | 20-09-2015 | 27-09-2015 | Peter Sagan                  |                                    |               |